# Казе Ђерарди (Терамо)
Казе Ђерарди (итал. Case Gerardi) је насеље у Италији у округу Терамо, региону Абруцо.
Према процени из 2011. у насељу је живело 54 становника. Насеље се налази на надморској висини од 125 м.